# Fernando Ortega
Pour les articles homonymes, voir Fernando et Ortega.
Pour l'homme politique, voir Fernando Ortega Bernés.
Juan Fernando Ortega, né Albuquerque le 2 mars 1957, est un auteur-compositeur-interprète américain de musique chrétienne contemporaine, connu pour ses interprétations modernes d'hymnes et de chansons traditionnelles comme Give Me Jesus (en), Be Thou My Vision ou Praise to the Lord, the Almighty (en).

## Biographie

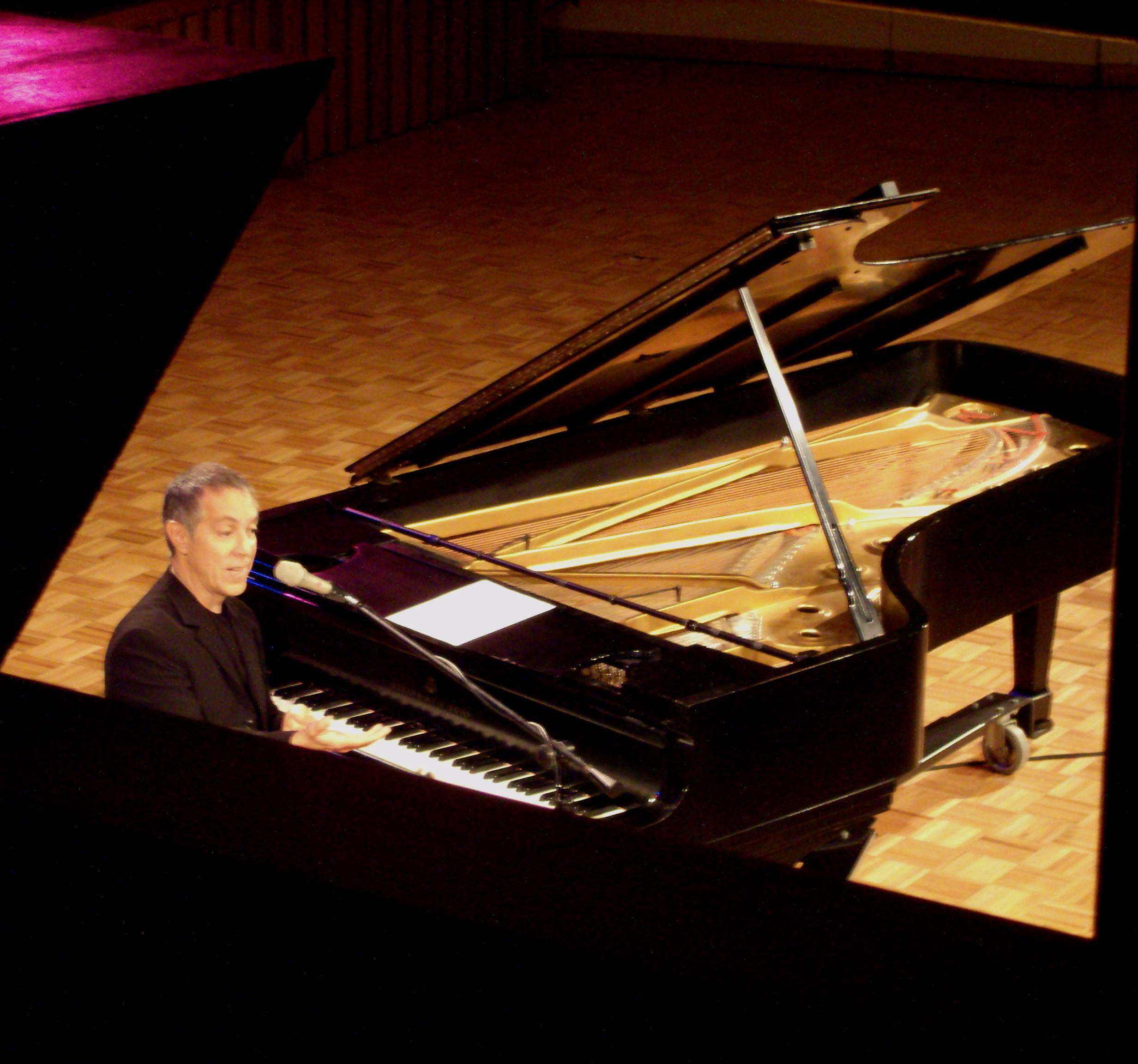
Ortega lors d'un concert à l' en Indiana, en 2008.

Fernando Ortega naît à Albuquerque, au Nouveau-Mexique, et grandit près des berges du Rio Grande. Il apprend le piano à huit ans. À l'âge de treize ans, il a découvert beaucoup d'artistes pop comme Janis Joplin ou Bob Dylan. En raison du travail de son père au département d'État des États-Unis, il passe quelque temps en Équateur, où il apprend l'espagnol, et à la Barbade. Sa famille vit a vécu à Chimayo (en) pendant plus de huit générations, ce qui a été noté par certains critiques comme une de ses influences musicales.
Il étudie au Valley High School, puis à l'université du Nouveau-Mexique, où il obtient un baccalauréat en éducation musicale. Ses chansons versent dans la musique classique, la musique country, la musique d'Amérique Latine, celtique, ou encore le Folk. En 1999, il compte à son actif sept albums.

## Discographie
- In a Welcome Field (1991/2000)
- Meditations of the Heart (1992)
- Meditations of the Heart Encore (1993)
- Hymns and Meditations (1994)
- Night of Your Return (1996)
- This Bright Hour (1997)
- The Breaking of the Dawn (1998)
- Give Me Jesus (EP, 1999)
- Home (2000)
- Camino Largo (2001)
- Storm (2002)
- Hymns of Worship (2003)
- Fernando Ortega (2004)
- Live In St. Paul (DVD, 2004)
- Beginnings (2005)
- The Shadow of Your Wings: Hymns and Sacred Songs (2006)
- Christmas Songs  (2008)
- Come Down O Love Divine  (2011)
- Best Of - Live In St. Paul (DVD, 2015)
- The Crucifixion Of Jesus (2017)

Il apparaît notamment dans :
- Calvary Chapel Music Praise, Vol. 1 (How I Love You Lord et Teach Me Your Ways)
- Calvary Chapel Worship Alive, Vol. 1 (I Will Delight et Lord, Listen to Your Children Praying)
- Next Door Savior (How Deep the Father's Love For Us)
- The Making of a Godly Man (Jehova, Señor De Los Cielos et Jesus, You Are My Life, 1997)
- The Odes Project (Sing Allelu et I Stretched Out My Hands)
- Albums inconnus : I Will Sing the Wondrous Story et O for a Thousand Tongues to Sing (en)

## Distinctions
GMA Dove Award :
- 1998
  - Chanson Bluegrass : Children of the Living God
- 2000
  - Album inspirant : Home
- 2002
  - Album de l'année : City on a Hill (artistes variés)